# Dittrichia

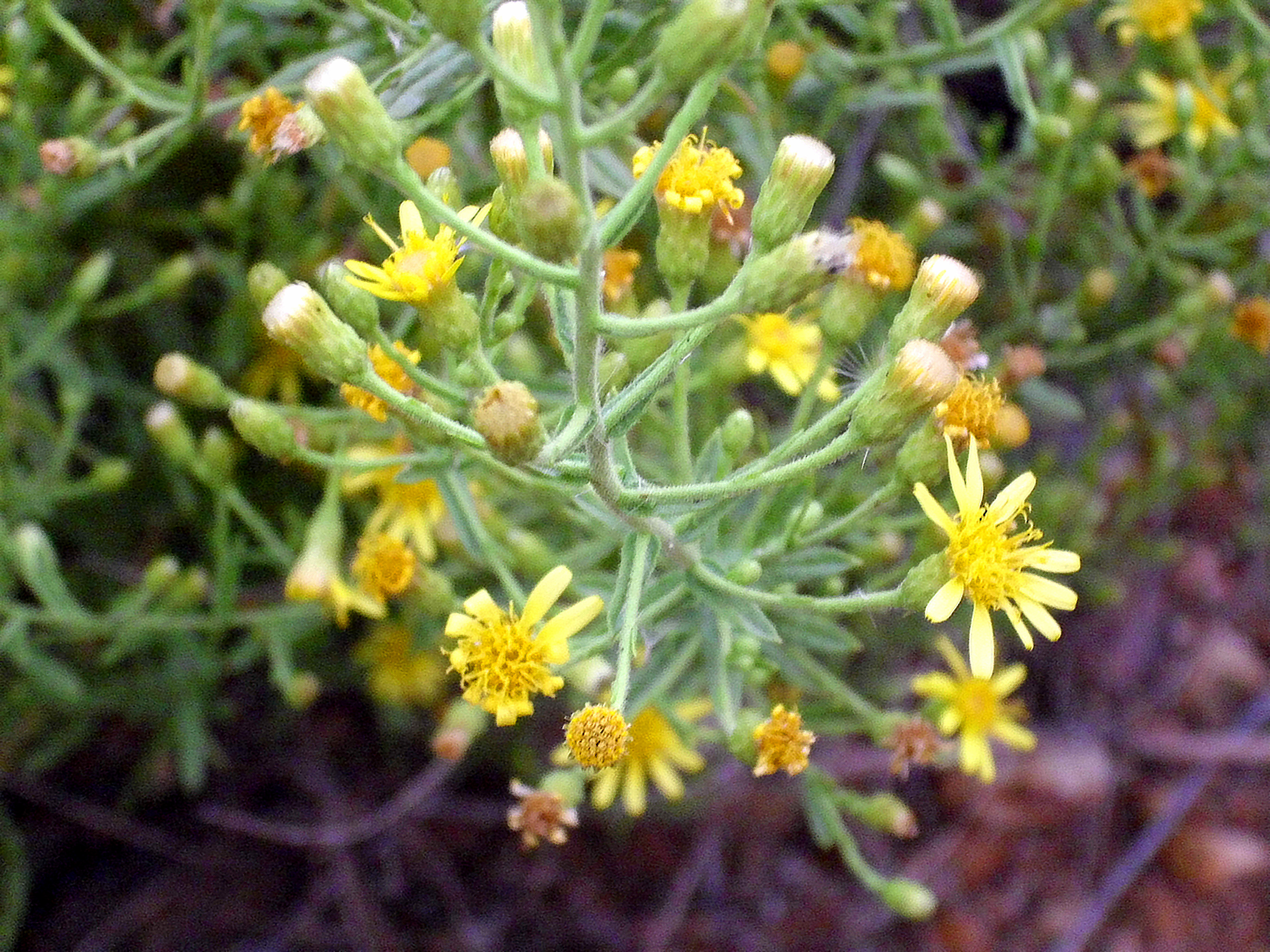
Flors de l'olivarda (Dittrichia viscosa).

Dittrichia és un gènere de plantes angiospermes de la família de les asteràcies (Asteraceae). Són plantes natives d'Europa, el nord d'Àfrica i l'Àsia occidental fins a l'Himàlaia, present als Països Catalans. Aquestes plantes han estat introduïdes a d'altres parts del món, al Estats Units i a Austràlia es consideren espècies invasores perjudicials per a la flora local.

## Descripció
Són plantes herbàcies ruderals, anuals o perennes i amb tiges llenyoses . Les fulles són piloses i enganxoses, de lanceolades a linears i amb el marge dentat o enter i es disposen de manera alternada. Les flors es troben agrupades en capítols que formen agrupacions racemoses terminals, l'involucre acostuma a tenir vàries fileres de bràctees herbàcies. Les flors són grogues, les ligulades són femenines i els flòsculs són tubulars amb cinc lòbuls i hermafrodites. El fruit és un aqueni amb papus.

## Taxonomia
Aquest gènere va ser publicat per primer cop l'any 1973 al quart volum de la revista Exsiccatorum Genavensium e Conservatorio Botanico Distributorum Fasciculus pel botànic suís Werner Greuter (n 1938).

### Espècies
Dins del gènere Dittrichia es reconeixen les dues espècies següents:
- Dittrichia graveolens (L.) Greuter
- Dittrichia viscosa (L.) Greuter

### Sinònims
Els següents noms científics són sinònims de Dittrichia:
- Sinònims homotípics

- Cupularia Godr. & Gren.

- Sinònims heterotípics

- Alunia Lindl.
- Myriadenus Cass.